# Golden Streets of Glory
| Recensione | Giudizio |
| ---------- | -------- |
| AllMusic   |          |

The Golden Streets of Glory è il sesto album in studio della cantante country statunitense Dolly Parton, pubblicato il 15 febbraio 1971. Si tratta di una raccolta di canzoni spiritual, l'album ottenne una nomination al 14th Annual Grammy Awards come Best Sacred Performance (Musical).

## Tracce

### LP
(1971, RCA Victor Records, LSP 4398)
Lato A (ZPRS-1531)
1. I Believe – 2:15 (Ervin Drake, Irvin Graham, Jimmy Shirl, Al Stillman) – Registrato il 13 maggio 1970 con sovraincisione del 17 febbraio 1971
2. Yes I See God – 2:11 (Dorothy Jo Hope) – Registrato il 13 maggio 1970
3. The Master's Hand – 2:36 (Dolly Parton) – Registrato il 12 maggio 1970
4. Heaven's Just a Prayer Away – 2:41 (Tommy Tomlinson) – Registrato il 12 maggio 1970
5. Golden Streets of Glory – 2:50 (Dolly Parton) – Registrato il 11 maggio 1970

Durata totale: 12:33
Lato B (ZPRS-1532)
1. How Great Thou Art – 3:27 (Stuart Hine) – Registrato il 12 maggio 1970
2. I'll Keep Climbing – 2:36 (Dorothy Jo Hope) – Registrato il 12 maggio 1970
3. Book of Life – 1:42 (Jake R. Owens) – Registrato il 13 maggio 1970
4. Wings of a Dove – 2:31 (Bob Ferguson) – Registrato il 11 maggio 1970
5. Lord, Hold My Hand – 2:00 (Dolly Parton, Ginny Dean) – Registrato il 13 maggio 1970

Durata totale: 12:16

## Formazione
- Dolly Parton – voce solista
- Musicisti partecipanti alle sessioni di registrazione non accreditati

### Produzione
- Bob Ferguson – produzione
- Registrazioni effettuate al RCA's Nashville Sound Studio di Nashville, Tennessee (Stati Uniti)
- Al Pachucki – ingegnere delle registrazioni
- Roy Shockley – tecnico delle registrazioni
- Les Leverett – foto copertina album originale
- Rev. Jake Owens – note retrocopertina album originale[4]

## Classifica
Album
| Anno | Classifica         | Posizione raggiunta |
| ---- | ------------------ | ------------------- |
| 1971 | Top Country Albums | 22                  |